# Bedtime for Bonzo
Bedtime for Bonzo é um filme de comédia estadunidense de 1951, dirigido por Fred de Cordova e estrelado por Ronald Reagan, Diana Lynn e um chimpanzé chamado Tamba como Bonzo.
Uma sequência foi lançada intitulada Bonzo Goes to College (1952), mas não apresentava nenhum dos três atores principais do filme original. Tamba, que também apareceu em My Friend Irma Goes West (1950), morreu em um incêndio em 4 de março de 1951, então outro chimpanzé foi contratado para o segundo filme.

## Elenco
- Ronald Reagan como Professor Peter Boyd
- Diana Lynn como Jane
- Walter Slezak como Professor Hans Neumann
- Lucille Barkley como Valerie Tillinghast
- Jesse White como Babcock
- Herbert Heyes como Dean Tillinghast
- Herb Vigran como Tenente Daggett
- Harry Tyler como Knucksy
- Ed Clark como Foskick
- Edward Gargan como Policia
- Joel Friedkin como Mr. De Witt
- Brad Browne como Chefe de Policia

## Recepção
A Variety descreveu isso como "um monte de bobagens sedutoras com situações amplas o suficiente para encobrir os buracos da trama"."